# La straniera (film 1955)
La straniera (Strange Lady in Town) è un film statunitense del 1955 diretto da Mervyn LeRoy.